# Сторож (фільм, 1963)
Сторож (англ. The Caretakers) — американська драма режисера Голла Бартлетта 1963 року.

## Сюжет
Новоприбулий до лікарні доктор Маклеод намагається запустити нову програму для психічно хворих жінок. Його метод лікування, що передбачає відмову від насильства і покарань, зустрічає опір з боку старшої медсестри Лукреції Террі.

## У ролях
- Роберт Стек — доктор Донован Маклеод
- Поллі Берген — Лорна Мелфорд
- Дайан МакБейн — Елісон Хорн
- Джоан Кроуфорд — Лукреція Террі
- Дженіс Пейдж — Меріон
- Ван Вільямс — доктор Ларрі Деннінг
- Констанс Форд — медсестра Бракен
- Шерон Хагені — Конні
- Герберт Маршалл — доктор Харрінгтон
- Барбара Беррі — Една
- Еллен Корбі — Ірен
- Ана Марія Лінч — Ана
- Роберт Вон — Джим Мелфорд
- Сьюзен Олівер — медсестра Кеті Кларк
- Вірджинія Маншин — Рут